# أوليفييه كاريه
أوليفييه كاريه (بالفرنسية: Olivier Carré) هو سياسي فرنسي، ولد في 16 مارس 1961 في أورليان في فرنسا. حزبياً، نشط في الاتحاد من أجل حركة شعبية. وقد انتخب نائب فرنسي عن دائرة Loiret's 1st constituency ‏ خلال فترته النيابية (20 يونيو 2012 – 20 يونيو 2017) وانتخب نائب فرنسي عن دائرة Loiret's 1st constituency ‏ خلال فترته النيابية ‏ (20 يونيو 2007 – 19 يونيو 2012).